# Río Seco 3ra. Sección
Río Seco 3ra. Sección är en ort i Mexiko.   Den ligger i kommunen Cunduacán och delstaten Tabasco, i den sydöstra delen av landet, 600 km öster om huvudstaden Mexico City. Río Seco 3ra. Sección ligger 21 meter över havet och antalet invånare är 641.
Terrängen runt Río Seco 3ra. Sección är mycket platt. Runt Río Seco 3ra. Sección är det ganska tätbefolkat, med 166 invånare per kvadratkilometer. Närmaste större samhälle är Comalcalco, 11,6 km norr om Río Seco 3ra. Sección. Trakten runt Río Seco 3ra. Sección består till största delen av jordbruksmark.